# Iván Ramis
Iván Andrés Ramis Barrios  (Sa Pobla, 25 oktober 1984) is een Spaans voetballer die doorgaans als centrale verdediger speelt. Hij tekende in juli 2015 bij SD Eibar, dat hem overnam van Levante UD.

## Clubcarrière
Ramis komt uit de jeugdopleiding van RCD Mallorca. Hiervoor maakte hij in 2004 zijn profdebuut, in de Primera División. In juli 2005 werd hij een jaar uitgeleend aan Real Valladolid, op dat moment actief in diezelfde competitie. Ramis speelde tot en met 2012 in 164 competitiewedstrijden in actie voor RCD Mallorca, waarin hij negen doelpunten maakte. Het sportieve hoogtepunt dat hij bij de club beleefde was een vijfde plaats in het seizoen 2009/10. In zowel 2004/05 als 2010/11 daarentegen eindigde hij met de club één plaats boven de degradatiestreep.
Ramis verruilde Mallorca op 2 augustus 2012 voor Wigan Athletic, op dat moment actief in de Premier League. De club betaalde zes miljoen euro voor de Spaanse centrumverdediger. Hij sloeg een aanbod van West Ham United af. Ramis  debuteerde op 19 augustus 2012 voor Wigan, in een thuiswedstrijd tegen Chelsea. Hij speelde 90 minuten en maakte een overtreding op Eden Hazard waaruit een penalty voortkwam. Die werd omgezet door Frank Lampard. De bezoekers uit Londen wonnen de wedstrijd met 0-2. Op 12 januari 2013 scheurde Ramis  zijn enkelbanden in een duel tegen Fulham. Daardoor miste hij de rest van het seizoen en moest hij vanaf de kant toezien hij zijn club degradeerde naar de Championship. De volgende twee seizoenen was Ramis hierin actief met Wigan.
Ramis tekende in januari 2015 bij Levante UD, dat hem transfervrij inlijfde na ontbinding van zijn contract bij Wigan. Hiermee speelde hij zich naar de veilige veertiende plaats in de Primera División. Hij tekende in juli 2015 vervolgens een contract bij SD Eibar, dat zich in het voorgaande seizoen door middel van een achttiende plaats had verzekerd van nog een jaar in de Primera División.
1 Dmitrović ·
2 Burgos · 
3 Bigas · 
4 Oliveira ·
5 Martínez ·
6 Álvarez ·
7 González ·
8 Diop ·
9 Enrich  ·
10 Expósito ·
11 Soares ·
12 Muto ·
13 Yoel ·
14 Inui ·
15 José Ángel ·
16 Olabe ·
17 Kike ·
18 Recio ·
19 Kądzior ·
20 Correa ·
21 León ·
22 Pozo ·
23 Arbilla ·
24 Rodrigues ·
25 Gil ·
Coach: Mendilibar